# Jeff Bridich
Jeff Bridich (né le 10 septembre 1977 à Milwaukee, Wisconsin, États-Unis) est le directeur-gérant des Rockies du Colorado, un club de la Ligue majeure de baseball.

## Biographie
Diplômé de Harvard en 2000, Jeff Bridich joue au baseball comme receveur du Crimson d'Harvard, à l'instar de son père Rich dans les années 1970,, puis aux postes de voltigeur de gauche et de frappeur désigné.
Après sa graduation, il entre comme stagiaire aux bureaux de la Ligue majeure de baseball et y travaille de 2001 à 2004. Il consacre entre autres sont temps à la Ligue d'automne d'Arizona, une ligue mineure affiliée à la MLB. 
Il rejoint les Rockies du Colorado de la Ligue majeure de baseball en décembre 2004 et supervise les opérations de leurs clubs de ligues mineures. Il est de 2006 à 2011 directeur des opérations baseball chez les Rockies. Il est directeur senior du développement des joueurs de décembre 2011 à octobre 2014. Le 8 octobre 2014, Jeff Bridich est nommé directeur-gérant des Rockies, prenant le poste laissé vacant par la démission de son prédécesseur, Dan O'Dowd.